# Afar (region)
Afar är en av tolv regioner (kililoch) i Etiopien. Regionen är belägen i nordöstra Etiopien och dess administrativa huvudort är Semera, som 2007 övertog denna funktion från Asaita (eller Asayita). De största orterna är Asaita, Awash Sebat Kilo, Dubti och Logiya. 
Folkmängden uppgick till 1 390 273 invånare vid folkräkningen 2007, på en yta av 100 860 kvadratkilometer.
Regionen var 2007 indelad i fem zoner (numrerade 1 till 5), som vidare indelades i trettio distrikt (wereda). Urbaniseringsgraden låg på 13,3 % år 2007. Klart största folkgrupp vid folkräkningen år 2007 var afarer, som utgjorde 90,0 % av befolkningen.